# Cantonul Loué
Cantonul Loué este un canton din arondismentul La Flèche, departamentul Sarthe, regiunea Pays de la Loire, Franța.

## Comune
| Comune                 | Populație (1999) | Cod poștal | Cod INSEE |
| ---------------------- | ---------------- | ---------- | --------- |
| Amné                   | ...              | 72540      | 72004     |
| Auvers-sous-Montfaucon | ...              | 72540      | 72017     |
| Brains-sur-Gée         | ...              | 72550      | 72045     |
| Chassillé              | ...              | 72540      | 72070     |
| Chemiré-en-Charnie     | ...              | 72540      | 72074     |
| Coulans-sur-Gée        | ...              | 72550      | 72096     |
| Crannes-en-Champagne   | ...              | 72540      | 72107     |
| Épineu-le-Chevreuil    | ...              | 72540      | 72126     |
| Joué-en-Charnie        | ...              | 72540      | 72149     |
| Longnes                | ...              | 72540      | 72166     |
| Loué                   | ...              | 72540      | 72168     |
| Saint-Denis-d'Orques   | ...              | 72350      | 72278     |
| Tassillé               | ...              | 72540      | 72348     |
| Vallon-sur-Gée         | ...              | 72540      | 72367     |